# Maksim Liksutov

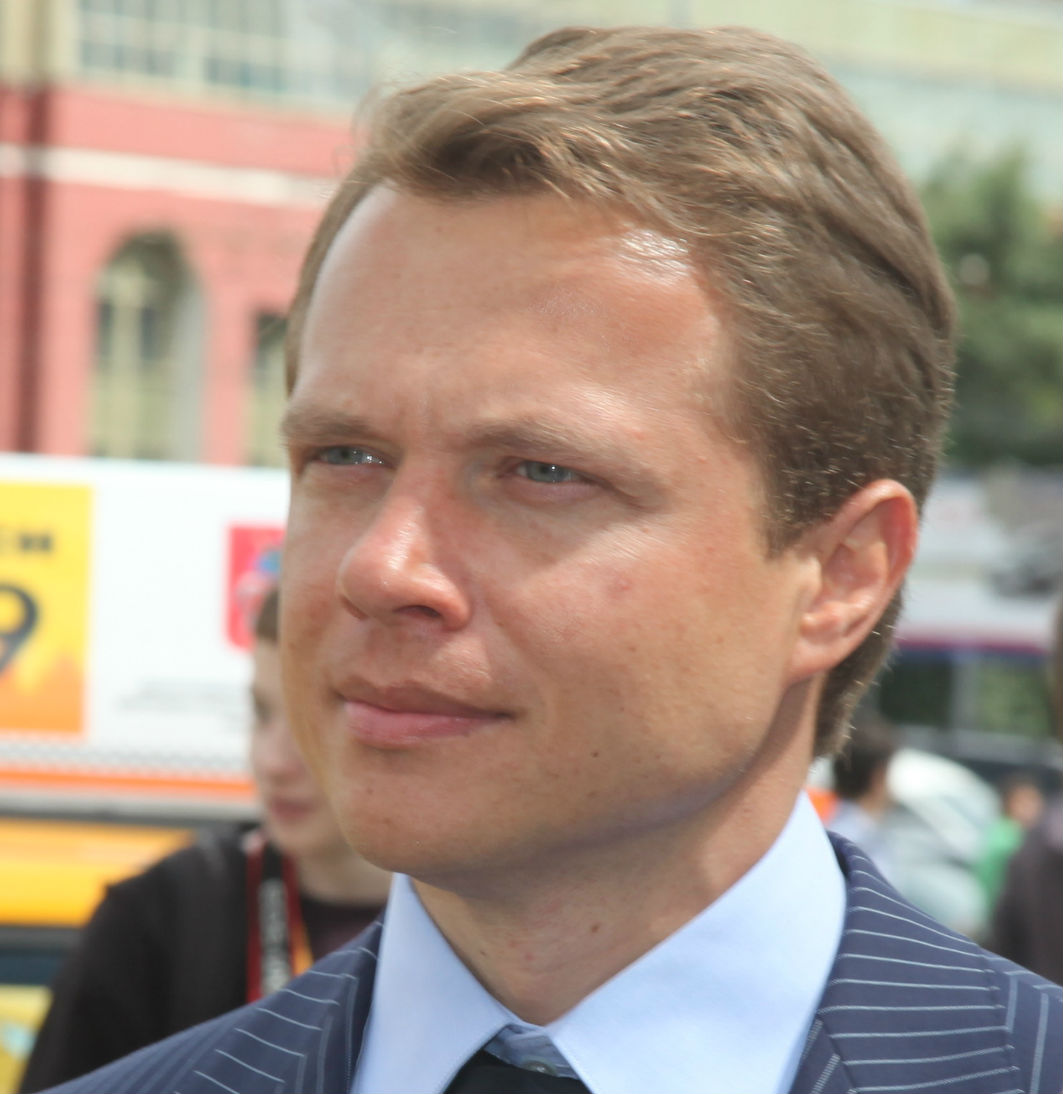

Maksim Stanislavovich Liksutov (ryska Максим Станиславович Ликсутов), född 1976 i Loksa, är en rysk politiker och en vice borgmästare i Moskva. Chef för Department of Transporta och utveckling av väginfrastrukturen i Moskva. 
I rankingen av de rikaste ryska affärsmän från Forbes magazine 2013, vice borgmästare i Moskva Liksutov tog 157:e plats med ett kapital på US $ 650 000 000.